# Distretto di Tiexi (Siping)
Il distretto di Tiexi (铁西区S, Tiěxī QūP) è un distretto della Cina, situato nella provincia di Jilin e amministrato dalla prefettura di Siping.